# MiSter Z80
miSTER Z80 – mikroprocesorowy sterownik przemysłowy produkowany w latach 1985-1989 w Zakładach Elektroniki Górniczej w Tychach. W latach 1987–1988 rozpoczęto wprowadzanie nowego systemu miSTER Z80/ComPAN.

## Zastosowania

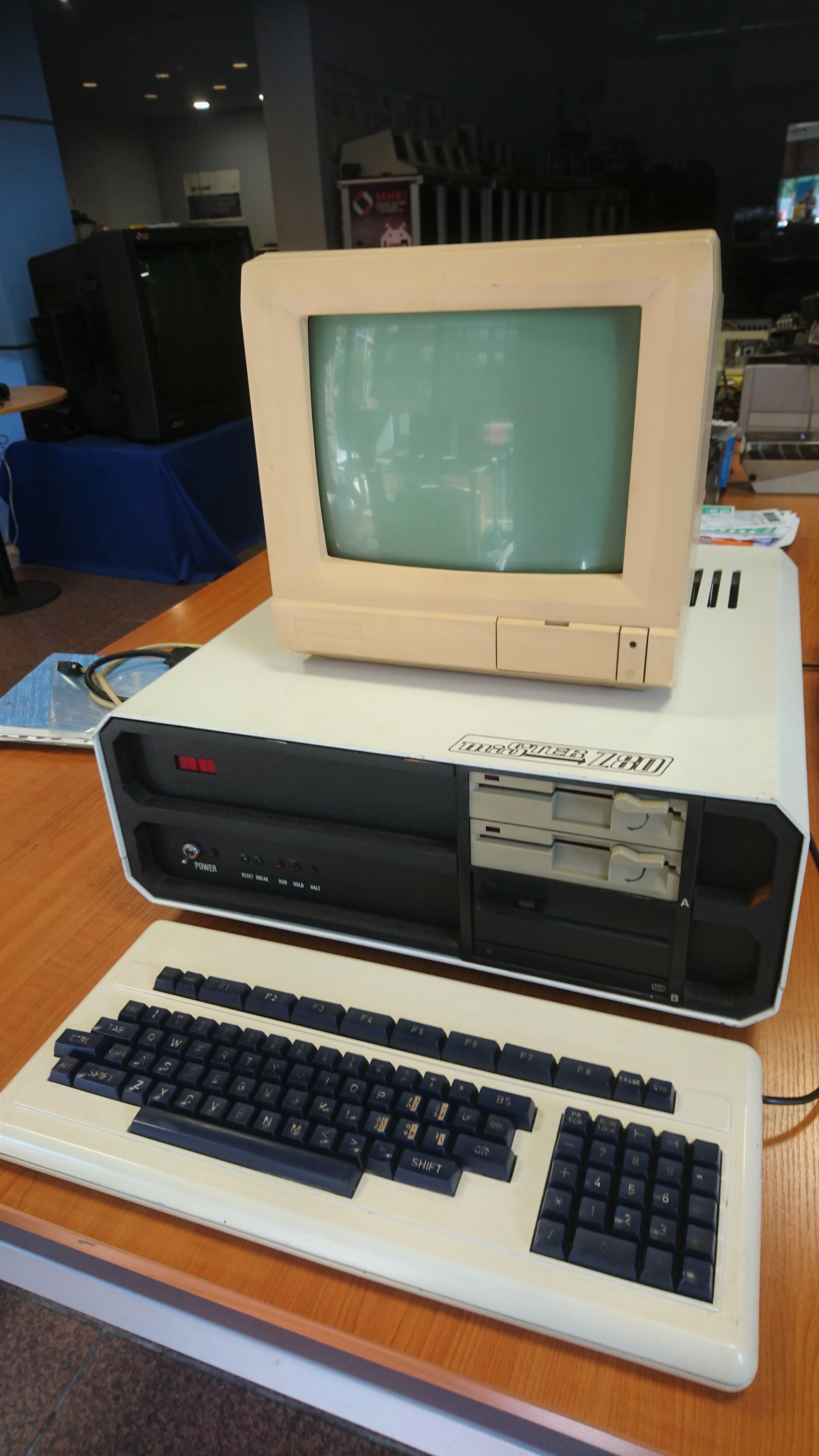
MiSter Z80 model OM 1 w Muzeum Historii Komputerów i Informatyki w Katowicach

Podstawowe zastosowanie systemu, do którego został zaprojektowany i wdrożony do produkcji, to sterowanie i kontrola pracy urządzeń przemysłowych w czasie rzeczywistym. Jednak jego budowa i zastosowane oprogramowanie sprawiły, że mógł być i był stosowany także jako:
- komputer biurowy
- komputer do obliczeń naukowo-technicznych
- system programowania i uruchamiania systemów operacyjnych
- system rejestracji, przetwarzanie i wizualizacji danych

## Dane techniczne
- procesor U880D (odpowiednik Z80 produkcji NRD)
- pamięć operacyjna 64 kB (z możliwością rozbudowy do 960 kB)
- pamięć EPROM 16 kB (lub 32 kB)
- stacje dysków 5,25” lub 8”

## Oprogramowanie
- systemy operacyne:
  - CP/M 2.2
  - ISIS-II
  - ZSAK PAN (Wielozadaniowy Monitor Czasu Rzeczywistego)
- języki programowania:
  - asembler
  - BASIC
  - Forth
  - Fortran
  - Pascal